# Apamea burgessi
Apamea burgessi är en fjärilsart som beskrevs av Morrison 1874. Apamea burgessi ingår i släktet Apamea och familjen nattflyn. Inga underarter finns listade i Catalogue of Life.